# Giovanni Bertinetti

Copertina del romanzo Il gigante dell'apocalisse di Giovanni Bertinetti, Libri per la Gioventù, S. Lattes & C., 1930. Illustrazione di Carlo Nicco (1883-1937).

Giovanni Bertinetti (Torino, 22 febbraio 1872 – Beinasco, 28 ottobre 1950) è stato uno scrittore e commediografo italiano di letteratura per ragazzi.

## Biografia
Fu famoso per un classico della letteratura italiana per bambini, Le orecchie di Meo, illustrato da Attilio Mussino, una contaminazione con Pinocchio che ebbe un seguito nel 1938.
È ricordato inoltre come uno degli autori novecenteschi della prima fantascienza italiana con Ipergenio il disinventore, Il gigante dell'apocalisse, un ciclopico robot volante (tradotto in spagnolo nello stesso anno), Il rotoplano "3bis", una gara nella stratosfera, e il già citato Le orecchie di Meo.
Fu anche l'autore del maggiori numero di romanzi apocrifi salgariani, tra i quali Il fantasma di Sandokan (1928), più volte ripubblicato nei decenni successivi.
In un saggio divulgativo del 1928, Il libro del dopolavoro, fu tra i primi a occuparsi della questione del tempo libero.
Pubblicò tre saggi di psicologia dietro lo pseudonimo di Ellick Morn, tradotti anche in francese e portoghese, mentre dietro lo pseudonimo di Donna Clara firmò vari manuali di arredamento, economia domestica, bellezza, dedicati alle donne.
Fu attivo anche nel teatro dialettale piemontese, nell'ambito della commedia realistica e moraleggiante. Dai suoi soggetti furono tratti alcuni film muti.
Nel 2021 le sue opere sono entrate nel pubblico dominio.

## Opere
(parziale)

### Romanzi
- Le orecchie di Meo, Libri per la Gioventù, S. Lattes & C., 1908 (illustrazioni di Attilio Mussino)
- Il rotoplano "3bis", Libri per la Gioventù, S. Lattes & C., 1910 (illustrazioni di Attilio Mussino)
- Il gigante dell'apocalisse, Libri per la Gioventù, S. Lattes & C., 1930 (illustrazioni di Carlo Nicco)
- Ipergenio il disinventore, Libri per la Gioventù, S. Lattes & C.,  1931 (illustrazioni di Golia, alias di Eugenio Colmo)
- I pugni di Meo, Libri per la Gioventù, S. Lattes & C., 1934 (illustrazioni di Attilio Mussino)
- L'allegro cacciatore, Edizioni La Caccia e la Pesca, Torino, 1935 (illustrazioni di Gec, alias di Gianeri Enrico Cagliari)
- Zozò, Casa Editrice Marietti, 1936 (illustrazioni di Leonida Edel)
- Meo - Nei sette paesi delle meraviglie, Casa Editrice Marietti, 1938 (illustrazioni di Leonida Edel)
- Fumettino - Storia del monello di fumo, Ave, 1938 (illustrazioni di Cozzi)

#### Apocrifi salgariani
- Lo smeraldo di Ceylan, Bemporad, 1928
- L'eredità del capitano Gildiaz, Bemporad, 1928
- Le mie memorie (Le mie Avventure), Mondadori, 1928 (rimaneggiamento di una prima stesura di Renzo Chiosso)
- Le avventure del gigante Bardana, Barion, 1928; anche noto come Il Budda di Giada, ed. Carroccio.
- Il fantasma di Sandokan, Eredi Botta, 1928
- Le ultime avventure (gesta) di Sandokan, Mondadori, 1928
- Sandokan nel labirinto infernale, Mondadori, 1929
- José il peruviano, Bemporad, 1929
- Lo schiavo del Madagascar, Bemporad, 1929
- Manoel de la Barrancas, Bemporad, 1931 (svolgimento della trama iniziato da Carlo Lorenzini)
- Lo scotennatore, Bemporad, 1931 (svolgimento della trama iniziato da Carlo Lorenzini)
- Song Kai il pescatore, Bemporad, 1931 (svolgimento della trama iniziato da Carlo Lorenzini)
- La storia di Mago Magon, Paravia, 1938
- Le nuove mirabolanti avventure di Mago Magon più forte del leon, Paravia, 1939
- I ribelli della montagna, Paravia, 1940
- Il vulcano di Sandokan, Moneta, 1945

### Saggi
- Il libro del dopolavoro, con lettera di Edoardo Malusardi, Torino, S. Lattes & C., 1928
- Arturo Foà: una teoria ed un poeta, G. Chiantore, 1934

### Saggi come Ellick Morn
- Il mondo è tuo - Arte del successo in tutte le manifestazioni della vita, S. Lattes & C., 1907
- Sorgi e cammina - Arte di rinnovare l'anima ed il corpo, S. Lattes & C., 1909
- La conquista dell'energia - Fisica - Intellettuale - Finanziaria, Casa Editrice Praxis, 1911

### Teatro
- Nidi, commedia in 3 atti, Litografia F. Gili, 1937 (con Lorenzo Beruatto)
- Colonia dei felici, burlesco in 3 atti, Litografia F. Gili, 1937 (con Lorenzo Beruatto)
- La veggente, commedia in 3 atti e 4 quadri, Litografia F. Gili, 1937 (con Lorenzo Beruatto)
- Murati vivi, commedia in 1 atto, Litografia F. Gili, 1937

## Filmografia
Come soggettista.
- Filibus di Mario Roncoroni (1915)
- Fuga in re maggiore di Paolo Trinchera (1919)
- Sansone contro i Filistei di Domenico Gaido (1919)
- Il ponte dei sospiri di Domenico Gaido (1921)